# IC 607
IC 607 هو اصطدام مجري، يقع في كوكبة الأسد، يقدر بعده عن مجرة درب التبانة بنحو 245 مليون سنة ضوئية ويقدر قطره بحوالي 95 ألف سنة ضوئية، وقد تم اكتشافه في 29 مارس 1889.

## روابط خارجية
- IC 607 على موقع ويكي سكاي: DSS2, SDSS, GALEX, IRAS, Hydrogen α, X-Ray, Astrophoto, Sky Map, Articles and images